# James Murray (lexicographe)
Pour les articles homonymes, voir James Murray et Murray.
James Augustus Henry Murray, né le 7 février 1837 à Denholm (près de Hawick dans le sud-est de l'Écosse), et mort le 26 juillet 1915 à Oxford, est un lexicographe et philologue écossais.

## Biographie

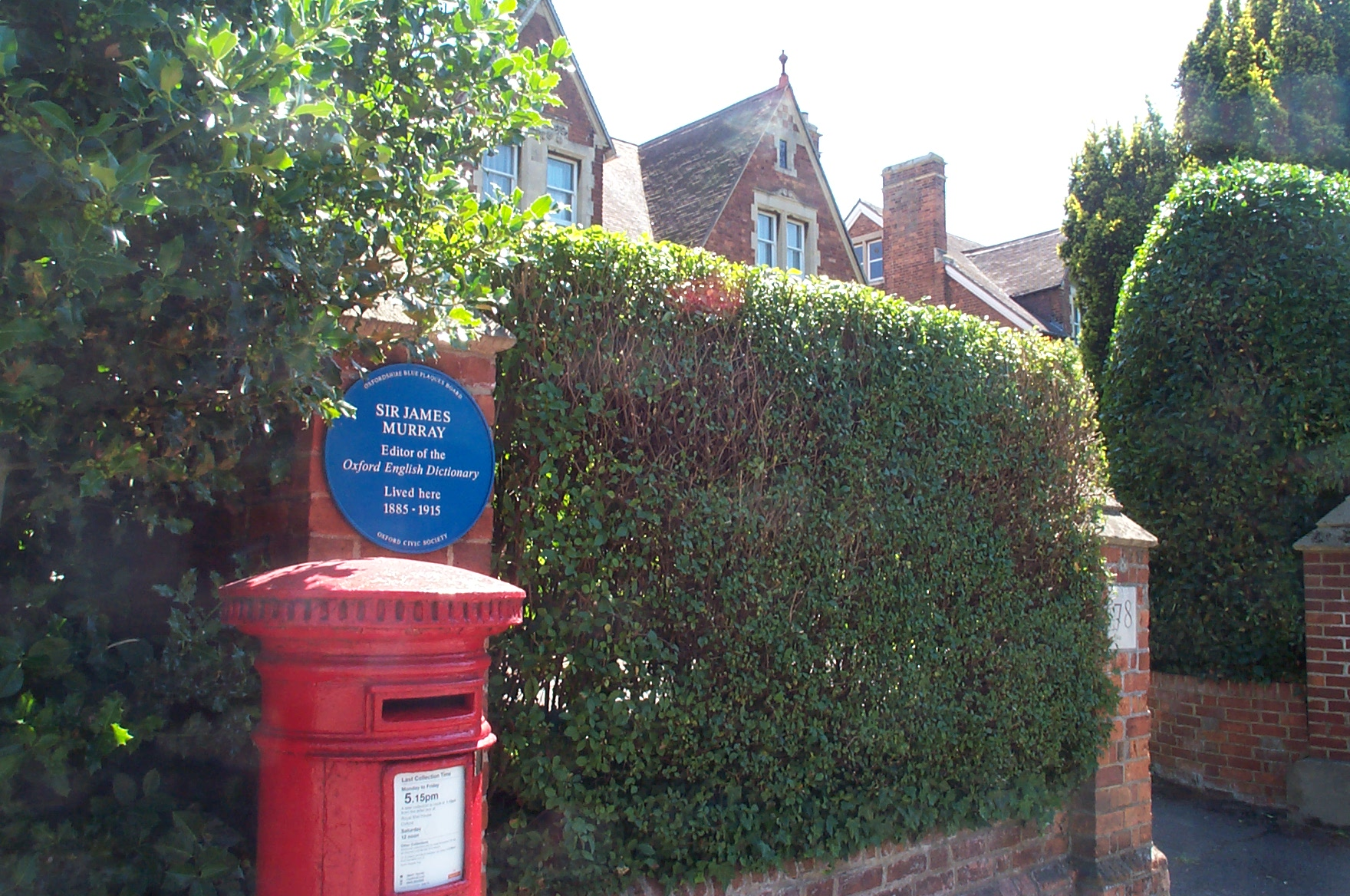
James Murray s'installe au 78 Banbury Road, Oxford, en 1885, afin de faciliter son travail sur l'OED.

Fils d'un tailleur peu fortuné, James Murray doit quitter l'école dès 14 ans. Il montre néanmoins dès son plus jeune âge une aptitude particulière à la pratique des langues puisqu'à 15 ans il parle anglais mais aussi français, italien, allemand, grec et latin.
Il approfondit sa maîtrise des langues tout au long de sa vie, en apprenant le tsigane, le gaélique d'Écosse, l'anglo-saxon, le moyen-anglais, puis le portugais, le catalan, l'espagnol, le vaudois et le provençal, le néerlandais, le danois et le russe. Il étudie également le persan, l'hachémite cunéiforme[Quoi ?] et le sanskrit, et peut lire l'Ancien Testament en hébreu et en syriaque.
Membre de la Philological Society de Londres, il devient le premier éditeur de l’Oxford English Dictionary, de 1878 à sa mort : il s'agit de relever, pour la première fois, l'ensemble des mots de la langue anglaise. Sous sa supervision ont été réalisées les définitions des mots commençant par A-D, H-K, O-P et T, soit plus de la moitié du dictionnaire final. Pour ranger les fiches qui affluaient par la poste, il dut aménager un scriptorium au fond de son jardin. Son assistant Henry Bradley prend sa relève en 1915.
Un de ses plus importants contributeurs fut le médecin militaire américain William Chester Minor, pendant ses années anglaises. Sa collaboration à l'entreprise encyclopédique collaborative que fut la rédaction de l'Oxford English Dictionary a servi d'inspiration à la rédaction par le journaliste britannique Simon Winchester de son ouvrage, Le fou et le professeur, publié en 1998. Le livre sera ensuite adapté dans le film The Professor and the Madman (Farhad Safinia, 2019) avec Mel Gibson dans le rôle de James Murray.